# Guldhamstrar
Guldhamstrar (Mesocricetus) är ett släkte i familjen hamsterartade gnagare (Cricetidae) med fyra arter. Den mest kända arten är guldhamstern (Mesocricetus auratus) som förekommer som sällskapsdjur.

## Utseende
Arterna når en kroppslängd mellan 17 och 18 cm och därtill kommer en cirka 1,2 cm lång svans. Vikten varierar för vuxna individer mellan 97 och 258 gram. Pälsen är på ovansidan vanligen rödbrun och på buken krämfärgade till vitaktig. Hos guldhamstrar i fångenskap hittas flera färgvariationer. De har väl utvecklade kindpåsar där de förvarar födan. När de är fyllda känns huvudet dubbelt stort. Honor har 12 till 17 spenar beroende på art och individ.

## Arter och utbredning
Släktet utgörs av fyra arter.
- Guldhamster (Mesocricetus auratus) lever i gränsområdet mellan norra Syrien och södra Turkiet.
- Mesocricetus brandti hittas i Turkiet, Georgien, Azerbajdzjan, nordvästra Iran samt i ett mindre område vid norra Kaukasus.
- Rumänsk guldhamster (Mesocricetus newtoni) förekommer i sydöstra Rumänien och norra Bulgarien.
- Kaukasisk guldhamster (Mesocricetus raddei) lever på Kaukasus norra sida.

Habitatet utgörs av torra stäpper och buskmarker med stenar och klippor.

## Ekologi
Dessa hamstrar är främst nattaktiva men kan vara aktiva på dagen. Födan utgörs av olika växtdelar som frukter och frön samt av kött. Vissa individer håller under den kalla årstiden vinterdvala som kan vara nästan en månad.
Parningstiden är beroende på art och utbredning. Per år föds upp till tre kullar. Mesocricetus och vissa andra släkten i samma familj har med 16 till 19 dagar (sällan 15 dagar) den kortaste dräktighetstiden av alla högre däggdjur. Per kull föds upp till 16 nakna och blinda ungar. Honan bär de ibland för säkerhets skull i sina kindpåsar. Ungarna utvecklas snabb, de klarar sig efter 20 dagar utan di och är efter sju till åtta veckor könsmogna. Individerna kan leva två till tre år.

## Guldhamstrar och människor
Arterna var rätt okända för människan före 1930-talet. Sedan blev guldhamstern ett försöks- och sällskapsdjur. Även andra arter av släktet förekommer i laboratorier.
Dessa hamstrar betraktas i sitt utbredningsområde som skadedjur och bekämpas därför av bönder. IUCN listar guldhamsterns vilda bestånd som sårbar (VU), två arter som nära hotad (NT) och Mesocricetus raddei som livskraftig (LC).